# Dębsko (powiat grodziski)
Dębsko – wieś w Polsce położona w województwie wielkopolskim, w powiecie grodziskim, w gminie Wielichowo.

## Historia
Miejscowość pierwotnie związana była z Wielkopolską. Ma metrykę średniowieczną i istnieje co najmniej od początku XV wieku. Wymieniona pierwszy raz w dokumencie zapisanym po łacinie z 1407 jako Dambsko, 1426 Dembsko, 1443 Dampsko.
Tereny, na których leży wieś były jednak zasiedlone wcześniej niż odnotowują to zachowane archiwalne dokumenty historyczne. Archeolodzy stwierdzili ślady kultury łużyckiej oraz odkryli cmentarzysko kultury pomorskiej.
Miejscowość początkowo była własnością kościelną należącą do biskupstwa poznańskiego leżącą w kluczu wielichowskim. W 1530 leżała w powiecie kościańskim Korony Królestwa Polskiego. W 1510 należała do parafii Wielichowo.
Pierwsza wzmianka pochodząca z 1407 imiennie odnotowuje dębskiego kmiecia Mikołaja Dziurę prowadzącego spór sądowy z Mikołajem Borzysławskim o zabrane mu mienia o wartości 20 grzywien. W 1411 odnotowany został Jakub z Dębska o nieokreślonej przynależności stanowej, który prowadził spór sądowy z Boduszem ze Strzępina o konie. W 1426 biskup poznański jako właściciel dziedziny Dębsko oraz Stefan z Proch zawarli umowę, według której każdy z nich mógł zbudować po jednym młynie wodnym na rzece Czerniechowo pomiędzy Dębskiem a Prochami, wykorzystując do tego celu brzeg sąsiada.
Wieś odnotowały także historyczne rejestry podatkowe. W 1510 Dębsko było własnością biskupów poznańskich w kluczu wielichowskim i liczyło 9 łanów osiadłych, 2 łany sołeckie, a we wsi stał młyn. W 1510 pobierano od kmieci także dla plebana w Wielichowie meszne ze wsi, z Dębskiego Młyna wynoszący rocznie jeden korczyk mąki. W 1530 pobrano podatki od 3 łanów, od łana sołtysa oraz z młyna korzecznego (czyli zasilanego prądem rzeki). W 1563 miał miejsce pobór z 2 i 3/4 łana, młyna dziedzicznego korzecznika o jednym kole wodnym. W 1564 wieś liczyła 3,5 łana, 5 kmieci gospodarujących na półłankach oraz jeden na łanie. Z półłanków chłopi płacili czynsz w wyśokosci 28 groszy, po dwa wiertele owsa oraz dwa koguty. Nie dawali jaj, ale płacili owsem z tytułu „wiecnego”. Na folwarku na jesień wysiewano około 8 małdratów, a na wiosnę ok. 6 małdratów. Z łąk zbierano około 5 stogów siana. Rejestr odnotował w tym roku także ogród zapuszczony, a w nim rosnące grusze i jabłonie. Dębski Młyn o jednym kole wodnym stojący na strudze Czerniechowo dawał rocznie 16 ćwiertni żyta, wiertel pszenicy. Odnotowano także hodowlę wieprza. W 1581 pobrano podatki z połowy łana, młyna korzecznego o jednym kole.
W 1443 odnotowane zostało fałszerstwo plebana z Rakoniewic, który okazał biskupowi poznańskiemu akt notarialny, wg którego zmarły Jan sołtys z Dębska zapisał mu w testamencie 4 grzywny czynszu rocznego celem ufundowania altarii. Biskup podejrzewając fałszerstwo, polecił sprawdzić dokument przez zbadanie świadków w nim wymienionych. W wyniku dochodzenia pleban zeznał, że to on, a nie notariusz napisał dokument.
Pod koniec XVI wieku Dębsko było wsią duchowną, własnością biskupstwa poznańskiego i leżała w powiecie kościańskim województwa poznańskiego w Rzeczypospolitej Obojga Narodów. W XIX wieku wieś należała do pruskiego powiatu kościańskiego.
Wskutek II rozbioru Polski w 1793 wieś wraz z okolicą przeszła pod władanie Prus i jak cała Wielkopolska znalazła się w zaborze pruskim. W okresie Wielkiego Księstwa Poznańskiego (1815-1848) miejscowość wzmiankowana jako Dębsko należała do wsi większych w ówczesnym pruskim powiecie Kosten rejencji poznańskiej. Dębsko należało do okręgu wielichowskiego tego powiatu i stanowiło część majątku Wielichów (dziś Wielichowo), którego właścicielem był wówczas Mikołaj Mielżyński. Według spisu urzędowego z 1837 roku Dębsko liczyło 213 mieszkańców, którzy zamieszkiwali 27 dymów (domostw).
W latach 1975–1998 miejscowość należała administracyjnie do województwa poznańskiego.

## Zabytki
W gminnej ewidencji zabytków gminy Wielichowo uwzględniono następujące obiekty:
- remizę strażacką
- 5 domów, w tym jeden z zabudowaniami gospodarczymi